# Пашаели
Пашаели или Чаталджа (на турски: Paşaeli Yarımadası, Çatalca Yarımadası) е полуостров в европейската част на Турция, разположен между Черно море на север, Мраморно море на юг и протока Босфор на изток. Явява се краен югоизточен издатък на Балканския полуостров. Северното и източното му крайбрежие са слабо разчленени, по южното дълбоко в сушата са разположени два големи лимана Бююкчекмедже и Кючукчекмедже, а на югоизток е дългият и тесен залив Златен рог. Повърхността му представлява хълмиста равнина, като в крайните му западни части навлизат най-южните разклонения на планината Странджа. Естествената растителност е основно средиземноморска. На източния му бряг е разположена европейската част на Истанбул, а по южното му крайбрежие – неговите многочислени предградия.